# Ocrepeira malleri
Ocrepeira malleri är en spindelart som beskrevs av Claude Lévi 1993. Ocrepeira malleri ingår i släktet Ocrepeira och familjen hjulspindlar. Inga underarter finns listade i Catalogue of Life.